# بن ماری
بِن ماری یا حمام آب (به انگلیسی: water bath) و (به فرانسوی:bain marie) وسیله‌ای است که از آن در بعضی از آزمایشگاه‌ها برای انجام تست‌های سرم‌شناسی، ترکیب مواد اگلوتیناسیون، آزمایش‌‌های دارویی و حتی در روش‌های انکوباسیون صنعتی و غیره استفاده می‌شود. به‌طور کلی در بعضی از این دستگاه‌ها از آب و در بعضی دیگر روغن استفاده می‌شود. محدوده دمایی که به‌طور معمول بن ماری‌ها در آن فعالیت می‌کنند، در گستره دمای اتاق و ۶۰درجه سانتیگراد است. برای دماهای بیش از ۱۰۰ درجه سانتی‌گراد لازم است از یک پوشش با مشخصه‌های خاص استفاده شود. بن ماری‌ها معمولاً در محدوده ظرفیت ۲ تا ۳۰ لیتر ساخته می‌شوند. 

## ساختار یک بن ماری
اجزای بن ماری عبارت‌اند از: یک کنترل الکتریکی، صفحه نمایش، در یا پوشش و یک مخزن. در این نوع دستگاه‌ها ممکن است اجزای دیگری ماند دماسنج و همزن برای ثابت نگه داشتن دما نیز به کار گرفته شود.

## اصول عملکرد
بن ماری‌ها به‌طور کلی از فولاد ساخته می‌شوند و برای محافظت آن‌ها در برابر شرایط محیطی آزمایشگاه‌ها، داخل تانک را از رنگ الکترواستاتیک با چسبندگی و مقاومت بالا می‌پوشانند. بن ماری‌ها دارای یک پانل خارجی هستند که کلیدهای کنترل فعالیت دستگاه بر روی آن نصب شده‌است. این نوع دستگاه همچنین دارای یک تانک مقاوم مجهز به مواد ضدزنگ است که در سطح پایین داخل آن مقاومت‌های الکتریکی نصب هستند. با اتصال دستگاه به جریان الکتریکی برق، گرما از طریق این مقاومت‌ها به قسمت وسط دستگاه منتقل می‌شود. محدوده دمای مورد نظر از طریق یک کنترلر نظیر ترموستات یا شبیه آن به دست می‌آید.
1. نوع شناور این نوع مقاومت در داخل یک لوله بسته قرار دارد و از قسمت پایین محفظه در ارتباط مستقیم با گرم‌کننده میانی می‌باشد.
2. خارجی این نوع مقاومت در قسمت پایین ظرف اما در خارج آن قرار داده می‌شود. این مقاومت دارای مواد عایق یا روکش دار برای جلوگیری از اتلاف حرارت است و از طریق یک هادی گرمایی به انتهای ظرف منتقل می‌شود.

یکی از انواع بن ماری‌ها دارای یک سری لوازم جانبی نظیر سیستم‌های همزن است که با کنترل توزیع گرما زمینه یکنواخت ماندن دما را فراهم می‌آورد.

## کنترل‌کننده‌های بن ماری
بن ماری‌ها عموماً دارای کنترل‌کننده‌های بسیار ساده هستند اما بعضی از سازندگان این کنترل‌کننده‌ها را از طریق تجهیز به میکروپروسسور ارائه می‌دهند که عملکرد آن‌ها بر حسب نوع بن ماری ارائه شده متغیر است.
یک نمونه از صفحه کنترل‌کننده را نشان می‌دهد که شامل عوامل زیر است:
1. کلید روشن و خاموش
2. کلید فهرست انتخاب پارامترهای عملیاتی از قبیل: دما، آلارم هشداردهنده دما، واحد دما بر حسب C,°F°
3. دو کلید برای تنظیم دما
4. یک صفحه نمایش
5. یک چراغ راهنما
6. چراغ‌های تشخیص واحد دما C,°F°

## عملکرد بن ماری
دستگاه بن ماری از طریق اتصال به یک منبع تغذیه الکتریکی مجهز به اتصال زمین برای حفاظت از دستگاه و تضمین ایمنی کاربر راه‌اندازی می‌شود. بن ماری‌ها عموماً با جریان الکتریکی ۱۲۰ ولت با فرکانس ۶۰ هرتز یا ۲۳۰–۲۲۰ ولت با فرکانس ۶۰/۵۰ هرتز فعال می‌شوند. نصب و راه‌اندازی این نوع دستگاه‌ها بایستی در کنار یک سینک برای سهولت در پر و خالی کردن آن انجام گیرد.
1. بررسی کنید که مکان انتخاب شده برای بن ماری تراز و دارای مقاومت لازم در برابر تحمل وزن آن در زمان پر بودن است
2. اطمینان حاصل کنید که مکان انتخاب شده دارای فضای کافی برای قرار دادن نمونه‌ها یا لوازم جانبی مورد استفاده در زمان فعالیت عادی بن ماری می‌باشد.
3. از قرار دادن بن ماری در جایی که شدت جریان هوا زیاد و امکان جلوگیری از عملکرد عادی دستگاه وجود دارد اجتناب کنید.

## استفاده از بن ماری
قبل از استفاده از بن ماری، بررسی کنید که دستگاه کاملاً تمیز و لوازم جانبی آن به خوبی راه‌اندازی شده‌است مراحل بررسی عادی در این رابطه به ترتیب زیر است:
1. بن ماری را برای ثابت ماندن دمای درون آن با مایع پر کنید. بررسی کنید که محفظه گرم‌کننده به خوبی در محل اصلی قرار گرفته‌است. سطح مایع بایستی بین ۴ تا ۵ سانتی‌متر از سطح بالای تانک فاصله داشته باشد.
2. ابزار کنترل عوامل از قبیل ترمومترها و دستگاه گردش مایع را فعال کنید. تعدادی از این ابزارها برای استفاده در زمان‌های مورد نیاز را به صورت یدکی ذخیره کنید. بررسی کنید که مکان حباب ترمومتر و میله مدرج شده برای اطمینان از اعداد قرائت شده درست انتخاب شده‌است.
3. در صورت استفاده از آب برای گرم کردن مایع توجه کنید که تمیز باشد بعضی از سازندگان یک دستورالعمل اضافی ارائه دهنده روش جلوگیری از تشکیل قارچ و خزه در فضای دستگاه را در اختیار مصرف‌کنندگان قرار می‌دهند.
4. کلید اصلی را در موقعیت روشن قرار دهید بعضی از سازندگان کنترلرها را با سیستم‌های میکروپروسسوری که به‌طور اتوماتیک با فعال شدن کلید شروع به بررسی فعالیت‌ها می‌کنند جایگزین کرده‌اند.
5. عملکرد دما را با استفاده از کلیدهای تنظیم دما را با استفاده از فهرست دستگاه انتخاب کنید.
6. کلید قطع دما را در بن ماری‌هایی که دارای این کلید هستند انتخاب کنید. این کلید به عنوان یک کنترل‌کننده امنیتی در زمانی که مایع به دمای مورد نظر رسیده باشد از ورود جریان برق به دستگاه جلوگیری می‌کند. این گزینه را با استفاده از کلید لیست فهرست بندی دستگاه که از طریق کلید تنظیم پارامترها کنترل می‌شود انتخاب کنید.